# Elizabeth Neufeld
Elizabeth Fondal Neufeld (née à Paris le 27 septembre 1928) est une généticienne franco-américaine qui s'est consacrée à la recherche sur les origines génétiques des maladies du métabolisme humain.

## Biographie
Elizabeth Neufeld et sa famille juive d'origine russe partent de France pour se réfugier aux États-Unis en 1940, afin d'échapper aux persécutions nazies. La famille s'installe à New York, où Elizabeth Neufeld suit les cours du Hunter College High School (en) avant d'être diplômée du Queens College en 1948 avec un Bachelor of Science. Elle travaille ensuite en tant qu’assistante de recherche au Jackson Laboratory (en) à Bar Harbor sur les maladies du sang chez la souris. Elle entre enfin à l'Université de Californie à Berkeley où elle obtient son doctorat en 1956 pour ses travaux sur les nucléotides et les glucides complexes.
Très connue pour ses contributions scientifiques, elle est membre de l'Académie nationale des sciences américaine et de la Société américaine de philosophie,. Elle est élue à l'Académie américaine des arts et des sciences en 1977.
Elle est directrice du département de biochimie de l'université de Californie de 1984 à sa retraite en 2004.

## Vie privée
Elle épouse Benjamin Neufeld en 1951, avec qui elle a deux enfants.

## Distinctions
- Prix Wolf de médecin en 1988
- Prix Albert-Lasker pour la recherche médicale clinique en 1982
- National Medal of Science en 1994 « for her contributions to the understanding of the lysosomal storage diseases, demonstrating the strong linkage between basic and applied scientific investigation »[9]

## Publications remarquables
- K. Ohmi, DS. Greenberg, KS. Rajavel, S. Ryazantsev, HH. Li et EF. Neufeld, « Activated microglia in cortex of mouse models of mucopolysaccharidoses I and IIIB. », Proceedings of the National Academy of Sciences of the United States of America., vol. 100, no 4,‎ 2003, article no 1902-7 (PMID 12576554, DOI 10.1073/pnas.252784899, lire en ligne).
- Elizabeth F. Neufeld et W.Z. Hassid (directeurs de publication : Melville L. Wolfrom et R. Stuart Tipson), « Biosynthesis of Saccharides from Glycopyranosyl Esters of Nucleotides (“Sugar Nucleotides”) », Advances in Carbohydrate Chemistry, vol. 18,‎ 1963, p. 309-356 (ISBN 9780120072187, ISSN 0096-5332, DOI 10.1016/S0096-5332(08)60246-5, lire en ligne).